# Кулига (Свердловский район)
Кулига — опустевшая деревня (посёлок) в Свердловском районе Орловской области. Входит в состав Никольского сельского поселения.

## География
Находится в лесистой местности, у р. Дейца, возле административных границ с Мценским районом
Уличная сеть отсутствует.
Географическое положение
Расстояние до
районного центра посёлка городского типа Змиёвка: 21 км.
областного центра города Орёл: 21 км.
Ближайшие населённые пункты
Пронина 1 км, Клейменово 1 км, Чурилово 1 км, Борнякова 2 км, Труфаново 2 км, Деменино 3 км, Плаутино 3 км, Паслово 4 км, Нелюбова 4 км, Хутор 4 км, Жердево 4 км, Башкатово 4 км, Арсеньева 5 км, Полозова 5 км, Цуриково 6 км, Глазово 6 км, Шепино 6 км, Ботавина 6 км, Распопова 6 км, Гостевский 6 км, Овражная 6 км

## Население
| 2010 |
| ---- |
| 0    |